# Bernhard Pörksen

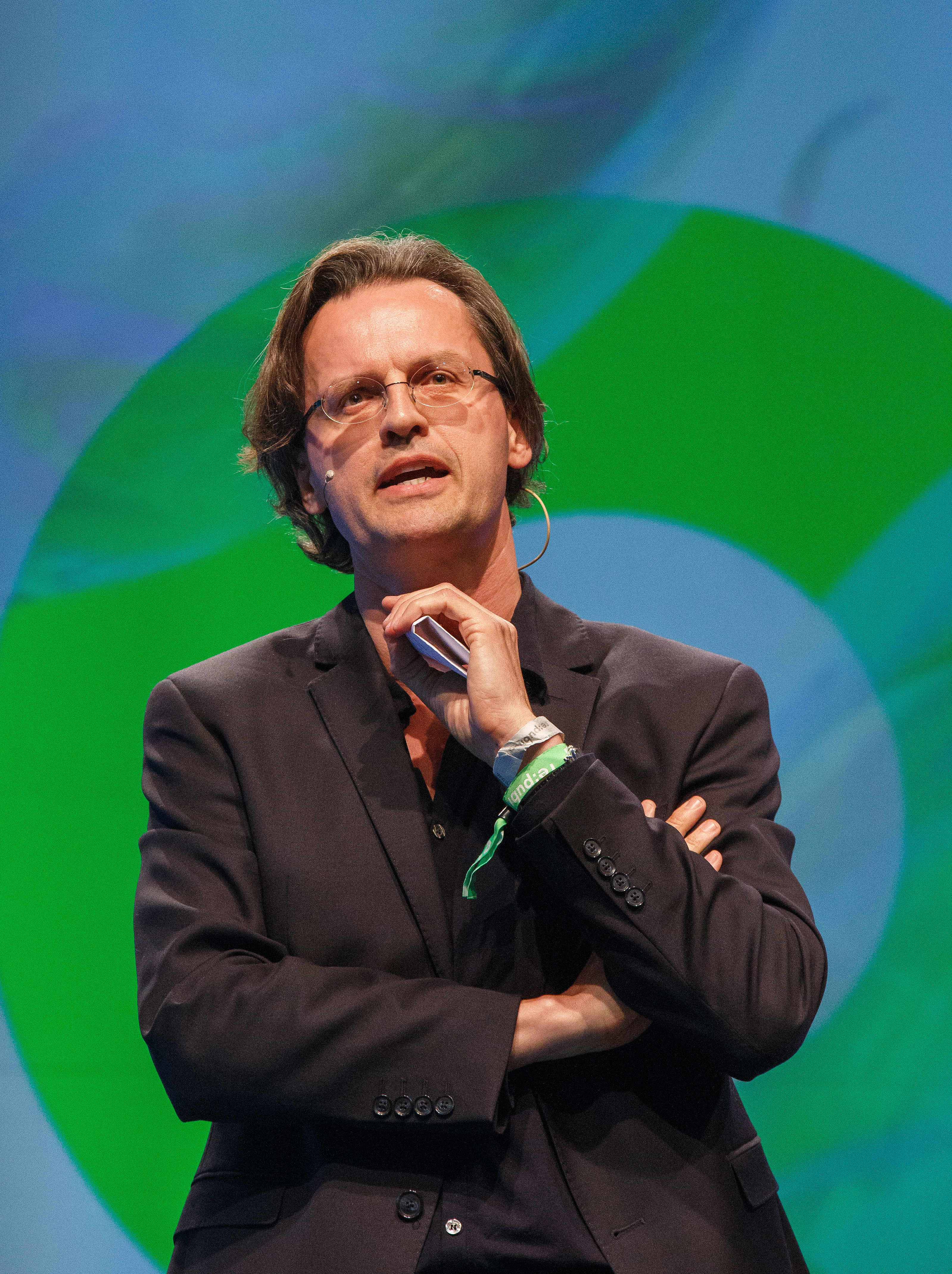
Bernhard Pörksen (2018)

Bernhard Pörksen (* 1969 in Freiburg im Breisgau) ist ein deutscher Medienwissenschaftler und Hochschullehrer.

## Leben
Bernhard Pörksen ist der Sohn der Publizistin Gunhild Pörksen und des Freiburger Sprachwissenschaftlers Uwe Pörksen. Sein Bruder ist der Dramaturg und Filmemacher Julian Pörksen.
Bernhard Pörksen studierte Germanistik, Journalistik und Biologie in Hamburg und absolvierte auf Einladung von Ivan Illich Forschungsaufenthalte an der Pennsylvania State University. Während und nach seinem Studium arbeitete er als Journalist. Von 1997 bis 1999 schrieb er eine Doktorarbeit über Die Konstruktion von Feindbildern. Zum Sprachgebrauch in neonazistischen Medien. Im Jahre 2000 lehrte er in der Kommunikations- und Sprachwissenschaft an der Universität Greifswald. Ab 2002 arbeitete er als Juniorprofessor für Journalistik und Kommunikationswissenschaft an der Universität Hamburg, vertrat 2006 den Lehrstuhl für Kommunikationstheorie und Medienkultur an der Universität Münster und wurde 2007 für Kommunikations- und Medienwissenschaft mit Schriften zum Themengebiet Konstruktivistische Erkenntnistheorie und mediale Praxis habilitiert. 2008 erhielt er einen Ruf auf einen Lehrstuhl für Medienwissenschaft an der Universität Tübingen. Im November 2008 wurde er in einem bundesweiten Wettbewerb der Zeitschrift Unicum Beruf zum „Professor des Jahres“ gewählt. Von 2009 bis 2011 war er Gründungsbeauftragter und Geschäftsführender Direktor des Instituts für Medienwissenschaft an der Universität Tübingen.

## Wissenschaftliches Werk

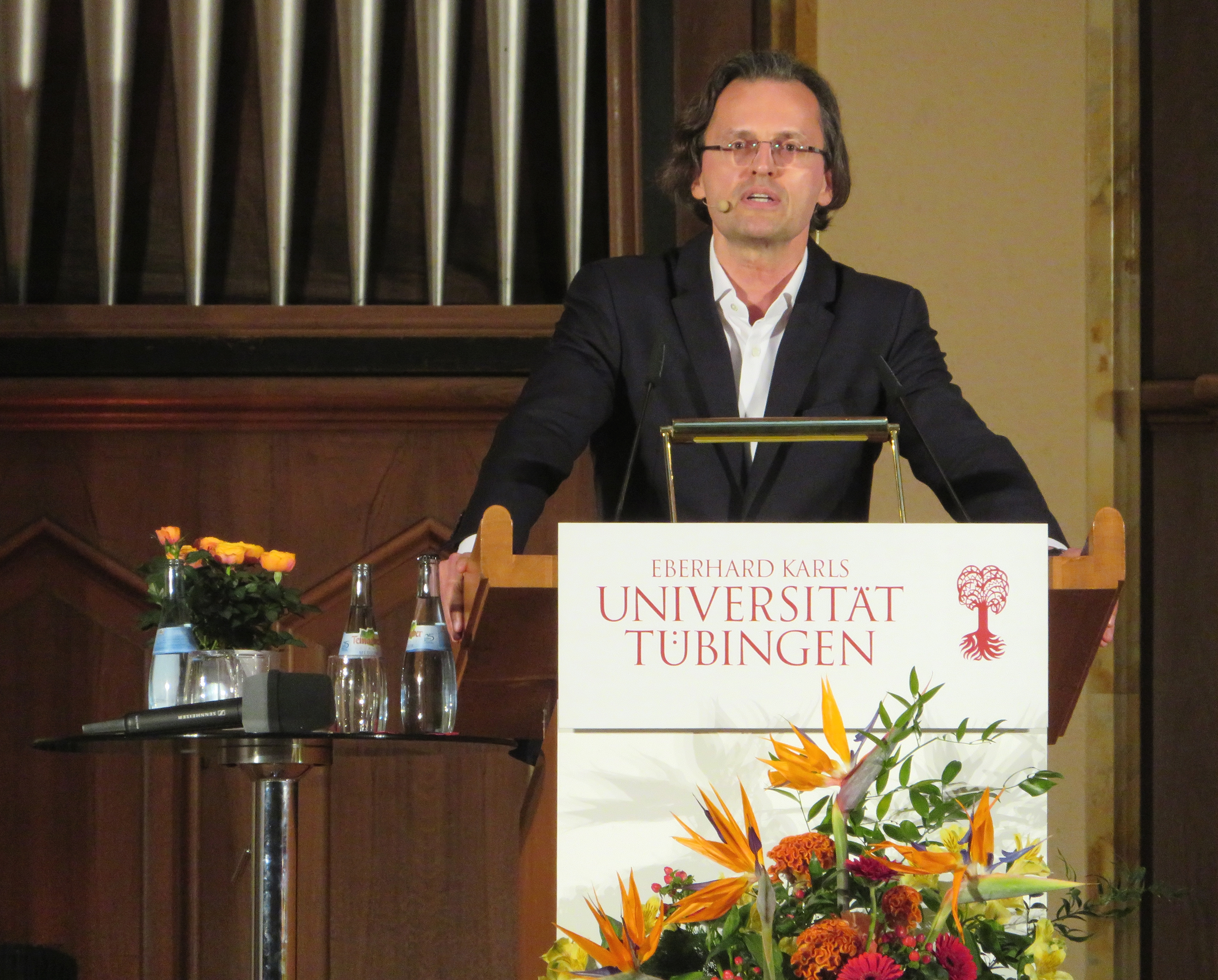
Bernhard Pörksen bei der Eröffnung der 16. Tübinger Mediendozentur (2019)

Zu den zentralen Themen seiner Forschungs-, Berater- und Vortragstätigkeit gehören die Dynamik öffentlicher Empörung, Medienskandale und Fragen der Medienethik, Kommunikationsmodelle und Kommunikationstheorien, Inszenierungsstile in Politik und Medien, Journalismus und Prominenz. Überdies hat er zahlreiche Arbeiten über das systemische Denken und die Philosophie des Konstruktivismus publiziert. Seine Bücher mit dem Kybernetiker Heinz von Foerster (Wahrheit ist die Erfindung eines Lügners), dem chilenischen Neurobiologen Humberto Maturana (Vom Sein zum Tun) und dem Kommunikationspsychologen Friedemann Schulz von Thun (Kommunikation als Lebenskunst) sind in unterschiedlichen Sprachen übersetzt. Der gemeinsam mit Heinz von Foerster verfasste Band gilt wegen seiner Bedeutung für die Vermittlung systemischen Denkens als „Klassiker“. Pörksen selbst vertritt in seinem Buch Die Beobachtung des Beobachters eine Richtung des Konstruktivismus, die er „diskursiven Konstruktivismus“ nennt: der konstruktivistische Relativismus und Skeptizismus seien lediglich ein Korrektiv von Dogmen im Diskurs, keine neue „Heilslehre“.
Einen weiteren Forschungsschwerpunkt Pörksens stellt die Skandal- und Krisenkommunikation dar. Pörksen ist der Ansicht, dass sich in Skandalen Wertedebatten spiegeln und sich in der kollektiven Empörung offenbart, wie es um die moralische Sensibilität, die Tabus und die „Reizbarkeit“ der Gesellschaft steht. In dem auch in englischer Sprache vorliegenden Buch Der entfesselte Skandal (gemeinsam mit Hanne Detel, 2012) vertritt er die These, dass der Skandal im digitalen Zeitalter aufgrund der umfassenden Verbreitung, Durchsuchbarkeit und der kontextlosen Rekombinierbarkeit von Daten und Dokumenten aller Art eine neue Evolutions- und Eskalationsstufe erreicht hat: Nicht mehr nur Mächtige und Prominente würden zum Objekt unerwünschter, im Extremfall weltweiter Aufmerksamkeit, sondern auch Ohnmächtige und komplett Unschuldige. Gesellschaftliche Fallhöhe sei kein Schlüsselkriterium mehr. Diese Neubetrachtung des Skandals im digitalen Zeitalter hat ein breites Echo ausgelöst und gilt als neuer, internetorientierter Ansatz innerhalb der Skandalforschung. Das Buch wurde mehrfach als Sachbuch des Monats nominiert.
In dem 2018 erschienenen Buch Die große Gereiztheit untersucht Pörksen die gesellschaftlichen Folgen der Vernetzung und der Digitalisierung. Er beschreibt auf der Basis von Fallstudien, wie sich die Idee von Wahrheit, die Dynamik von Enthüllungen, den Charakter von Debatten und die Vorstellung von Autorität und Macht verändern. Pörksen zeigt, warum aus seiner Sicht das Modell der Filterblase von Eli Pariser irreführend ist. Dem widersprächen empirische Studien, netzwerktheoretische Einsichten und die alltägliche Erfahrung von Informationsreichtum und Informationsvielfalt. Vielmehr regiere der Filterclash, das Aufeinanderprallen von Parallelöffentlichkeiten im digitalen Zeitalter: Man könne sich in sein „Selbstbestätigungsmilieu“ hinein begeben, aber der Weltsicht oder Ideologie anderer Menschen unter vernetzten Bedingungen nicht ausweichen. Weil sich Menschen zu nahe kämen, entstehe die „große Gereiztheit“. Pörksen leitet aus der „Überhitzung und Polarisierung“ von Kommunikation die Forderung nach einer Erziehung zur Medienmündigkeit ab, die den einzelnen Bürger befähigen soll, sein eigener journalistischer Gatekeeper zu werden. Er nennt dies die „Utopie einer redaktionellen Gesellschaft“: In den Idealen und Maximen des guten Journalismus (Zwei-Quellen-Prinzip, Audiatur et altera pars etc.) sei eine publizistische Ethik der Allgemeinheit enthalten – eine Bildungsvision, die einerseits von Kritik gelobt, andererseits auch als naiv kritisiert wurde.
Um den Einzelnen auf dem Weg in eine redaktionelle Gesellschaft zum verantwortungsvollen Handeln zu ermächtigen, nennt Pörksen drei Ansätze: Zum einen brauche es ein neues Schulfach an der Schnittstelle von philosophischer Ethik, Sozialpsychologie, Medienwissenschaft und Informatik, in dem Medien- und Machtanalyse, aber auch Medienpraxis gelehrt würden. Zum anderen müsse der Journalismus transparenter und dialogischer werden, sich in einem nie endenden Gespräch seinem Publikum öffnen, das selbst medienmächtig und zur „fünften Gewalt“ geworden sei. Schließlich könnten sogenannte Plattformräte als ein Modell der Plattformregulierung dienen. Unter einem Plattformrat versteht der Medienwissenschaftler eine neu zu gründende Institution als Anlaufstelle, Schiedsrichter und Korrekturinstanz von Entscheidungen. Solche Räte hätten die Aufgabe, die Vorgehensweisen und die Macht der Plattformen (Informationen zu den Abläufen bei der Moderation von Inhalten, Beeinflussung der öffentlichen Meinung, Umgang mit politischer Werbung und Desinformation) auf der Plattform selbst zum Thema zu machen, um Bürgerinnen und Bürgern eine bewusstere, mündige Einschätzung der publizistischen Richtlinien zu ermöglichen, ohne aber die Rede- und Meinungsfreiheit einzuschränken.
Gemeinsam mit dem Kommunikationspsychologen Friedemann Schulz von Thun geht Pörksen in dem 2020 erschienenen Buch Die Kunst des Miteinander-Redens der Frage nach, wie sich die Qualität von Debatten verbessern lässt. Die Autoren verbinden Psychologie und Medienwissenschaft und analysieren Möglichkeiten und Hindernisse, mit radikal Andersdenkenden, aber auch mit Verschwörungstheoretikern und Vertretern extremistischer Positionen im Gespräch zu bleiben. Sie diskutieren Grenzen und „rote Linien“ des Diskurses, nutzen Rollenspiele und die Modelle der Kommunikationspsychologie wie das Werte- und Entwicklungsquadrat, um Techniken der Polarisierung und der Konfliktentschärfung zu veranschaulichen. Als Kern ihrer dialogischen Ethik definieren die Autoren die Verbindung von Empathie mit der Bereitschaft zur klärenden Konfrontationen, dem Streit in der Sache.
Pörksen arbeitet überdies in der Herausgeberschaft unterschiedlicher systemisch-konstruktivistischer Zeitschriften (Constructivist Foundations, Cybernetics & Human Knowing, Familiendynamik). Er ist im Beirat der Zeitschriften Message, Pop. Kultur und Kritik, Universitas und Spiel tätig und gibt gemeinsam mit der Linguistin Ingrid Schröder die Buchreihe Sprache in der Gesellschaft heraus, in der Arbeiten an der Schnittstelle von Sprach- und Medienwissenschaft erscheinen. Im Carl-Auer-Verlag veröffentlicht er die Buchreihe Systemische Horizonte. Theorie der Praxis; die dort publizierten Bücher zeigen die praktische Nutzbarmachung des Konstruktivismus und der Systemtheorie in der Organisationsberatung und im Management, in der Politik, der Pädagogik und der Didaktik. Überdies erscheinen hier Grundlagenwerke der Erkenntnistheorie, der Kybernetik, der Kommunikationspsychologie, der Emotions- und der Metaphernforschung.

## Publizistische Tätigkeit
Neben wissenschaftlichen Arbeiten veröffentlicht Pörksen Kommentare und Essays in Medien in Deutschland, Österreich und der Schweiz zu aktuellen Debatten und medienpolitischen Fragen. Texte erschienen in Tageszeitungen (Tagesspiegel, Tages-Anzeiger, Die Presse, Standard, Neue Zürcher Zeitung, Frankfurter Allgemeine Zeitung, Tageszeitung), Wochenzeitungen (Die Zeit, der Freitag, Rheinischer Merkur, Deutsches Allgemeines Sonntagsblatt), Magazinen (Der Spiegel, Cicero, Wiener, Gehirn&Geist, Journalist) und Netzmedien (Spiegel Online, Zeit Online, Carta). Überdies verfasst er Beiträge für den Deutschlandfunk und ist seit 2013 im Wechsel mit Ulrich Raulff und Ludwig M. Eichinger Autor der sprachkritischen Radio- und Interviewkolumne Wort der Woche (SWR 2), die aktuelle Schlüssel- oder Reizworte aufgreift. Themen, zu denen Pörksen in Essays und Interviews Stellung nimmt, betreffen die Überhitzung der Katastrophen-Berichterstattung unter Echtzeit-Bedingungen, die Verantwortung von Internetplattformen wie Facebook oder Twitter, Refinanzierungsmodelle für Qualitätszeitungen, die Renaissance von Verschwörungstheorien, die Böhmermann-Affäre, Folgen der medialen Transparenz für die Politik, destruktive Formen der Moralisierung und Skandalisierung in der Öffentlichkeit, die Ethik öffentlicher Kommunikation und der Debattenkultur, die verzerrende Macht des Storytelling im Journalismus, die Klimakommunikation oder die Marginalisierung des „engagierten Wissenschaftlers“ im akademischen System. Überdies hat er Konzepte zur präventiven Bekämpfung von Desinformation vorgestellt.
Gemeinsam mit Studierenden der Universitäten Hamburg und Tübingen hat Pörksen mehrere Bücher geschrieben, die Debatten- und Medienthemen aufgreifen (Trendbuch Journalismus, Skandal! – Die Macht öffentlicher Empörung, Medienmenschen – Wie man Wirklichkeit inszeniert, Die Casting-Gesellschaft, Die gehetzte Politik). Seit 2010 veranstaltet er gemeinsam mit dem SWR die Tübinger Mediendozentur. Ferner gehört Pörksen zu den Initiatoren der Charta der Digitalen Grundrechte der Europäischen Union, die Ende November 2016 veröffentlicht wurde. Journalisten und Politiker haben sich in ihren Stellungnahmen zu medienpolitischen Debatten auf Pörksens Forschungsergebnisse und Begriffsbildungen („Empörungsdemokratie“, „fünfte Gewalt“, „Schmähsatire“, „der entfesselte Skandal“) bezogen. In der Corona-Pandemie wandte er sich gegen Verschwörungserzählungen, wie sie von dem italienischen Philosophen Giorgio Agamben und anderen verbreitet wurden. Er analysierte und kritisierte die Krisenkommunikation der Bundesregierung und beschrieb den gesellschaftlichen Umgang mit der Pandemie.
Anfang 2022 trat er in einem Spiegel-Artikel dafür ein, die Instanzen der Gatekeeper im Journalismus und in der Wissenschaft zu stärken, um relevante Fakten von Desinformation zu unterscheiden, stärker um Wahrheit und Gewissheit zu ringen und sich von „radikal-konstruktivistischen Ideen“ zu verabschieden sowie dafür, Streit und Konfrontation einer „falsch verstandenen Toleranz“ vorzuziehen, ohne das Gegenüber pauschal zu verdammen und abzuwerten.
Pörksen steht nach Auffassung des Zeit-Autors Ulrich Schnabel für den Typus eines Wissenschaftlers, der sich in öffentliche Debatten einmischt und in Medienbeiträgen auch den Streit mit Populisten nicht scheut. In der Wochenzeitung der Freitag hat der Autor und Journalistik-Dozent Herbert Hoven die Art der Äußerungen Pörksens in zahlreichen Medien kritisiert. Der Fernsehkritiker Hans Hoff bezog sich auf Pörksens Beiträge und konstatierte, dass der Medienwissenschaftler nicht wirklich in die von Positionierungskämpfen und „Erregungsepidemien“ bestimmte Fernseh- und Talkshow-Welt passe.

## Auszeichnungen
- 2013 Auszeichnung und Übersetzungsförderung des Buches Der entfesselte Skandal (gemeinsam mit Hanne Detel) im Rahmen des Programms „Geisteswissenschaften international“ durch den Börsenverein des Deutschen Buchhandels, die Fritz Thyssen Stiftung, die VG Wort und das Auswärtige Amt[61]
- Studium Professionale-Preis der Universität Tübingen 2013 (gemeinsam mit Studierenden) für das Buch Die gehetzte Politik. Die neue Macht der Medien und Märkte[62]
- Die große Gereiztheit, Wahl zum Sachbuch des Monats, März 2018[63]
- Fellowship im Thomas Mann House, Los Angeles (2020/2021)[64]
- 2021 Preis „Gegen Vergessen – Für Demokratie“[65]
- 2024 Erich-Fromm-Preis.  Auszeichnung für Werk und öffentliches Engagement.[66]

## Schriften
- mit Heinz von Foerster: Wahrheit ist die Erfindung eines Lügners. Gespräche für Skeptiker. Carl-Auer-Systeme-Verlag, Heidelberg 1998, ISBN 978-3-89670-646-1.
  - italienisch: La verità è l'invenzione di un bugiardo. Colloqui per scettici. Meltemi Editore, Rom 2001.
  - dänisch: Sandhed – opfundet af en løgner. Samtaler for skeptikere. Billesø & Baltzer, Vaerløse 2003.
  - tschechisch: Pravda je vynález lhářů. Rozhovory skeptiků. Pragma, Prag 2016.
- Die Gewissheit der Ungewissheit. Gespräche zum Konstruktivismus. Mit Heinz von Foerster, Ernst von Glasersfeld, Humberto R. Maturana, Gerhard Roth, Siegfried J. Schmidt, Helm Stierlin, Francisco J. Varela und Paul Watzlawick. Carl-Auer-Systeme, Heidelberg 2001.
- mit Heinz von Foerster: Understanding Systems. Conversations on Epistemology and Ethics. Carl-Auer-Systeme/Kluwer Academic Publication/Plenum Publishers, Heidelberg/New York 2002.
- mit Humberto R. Maturana: Vom Sein zum Tun. Die Ursprünge der Biologie des Erkennens. Carl-Auer-Systeme, Heidelberg 2002.
  - mit Humberto R. Maturana: Del ser al hacer. Los origines de la biologia del conocer. J. C. Editor, Santiago 2004.
  - mit Humberto R. Maturana: From Being to Doing. The Origins of the Biology of Cognition. Carl Auer, Heidelberg 2004.
  - mit Humberto R. Maturana: Fra væren til handlen. En interviewbog om levende systemer i natur og samfund. Mindspace, Kopenhagen 2011.
- The Certainty of Uncertainty – Dialogues Introducing Constructivism. Imprint Academic, Exeter 2004.
- mit Joan Kristin Bleicher (Hrsg.): Grenzgänger. Formen des New Journalism. VS, Wiesbaden 2004.
- (Hrsg.): Trendbuch Journalismus. Erfolgreiche Medienmacher über Ausbildung, Berufseinstieg und die Zukunft der Branche. Unter Mitarbeit von Jens Bergmann. Halem, Köln 2005.
- mit Siegfried Weischenberg, Hans J. Kleinsteuber (Hrsg.): Handbuch Journalismus und Medien. UVK, Konstanz 2005.
- Die Konstruktion von Feindbildern. Zum Sprachgebrauch in neonazistischen Medien. Mit einem Geleitwort von Johano Strasser. VS, Wiesbaden 2005.
- zusammen mit Jens Bergmann (Hrsg.): Medienmenschen. Wie man Wirklichkeit inszeniert. Solibro, Münster 2007.
- zusammen mit Wiebke Loosen, Armin Scholl (Hrsg.): Paradoxien des Journalismus. Theorie – Empirie – Praxis. VS, Wiesbaden 2008.
- mit Jens Bergmann (Hrsg.): Skandal! Die Macht öffentlicher Empörung. Halem, Köln 2009, ISBN 978-3-938258-47-7.
- mit Wolfgang Krischke (Hrsg.): Die Casting-Gesellschaft. Die Sucht nach Aufmerksamkeit und das Tribunal der Medien. Halem, Köln 2010, ISBN 978-3-86962-014-5.
- The Creation of Reality. A Constructivist Epistemology of Journalism and Journalism Education. Imprint Academic, Exeter 2011.
- Schlüsselwerke des Konstruktivismus (Hrsg.). VS, Wiesbaden 2011
- mit Hanne Detel: Der entfesselte Skandal. Das Ende der Kontrolle im digitalen Zeitalter. Halem, Köln 2012.
- mit Wolfgang Krischke (Hrsg.): Die gehetzte Politik. Die neue Macht der Medien und Märkte. Halem, Köln 2013, ISBN 978-3-86962-079-4.
- mit Friedemann Schulz von Thun: Kommunikation als Lebenskunst: Philosophie und Praxis des Miteinander-Redens. Auer, Heidelberg 2014, ISBN 978-3-8497-0049-2.
- mit Friedemann Schulz von Thun: La comunicación como arte de vivir : filosofía y praxis, Herder Editorial, Barcelona 2016.
- mit Hanne Detel: The Unleashed Scandal. The End of Control in the Digital Age. Imprint Academic, Exeter 2014.
- Die Beobachtung des Beobachters. Eine Erkenntnistheorie der Journalistik. Carl-Auer-Systeme: Heidelberg 2015.
- mit Andreas Narr (Hrsg.): Die Idee des Mediums. Reden zur Zukunft des Journalismus von Ulrich Deppendorf, Mathias Döpfner, Hans Leyendecker, Giovanni di Lorenzo, Miriam Meckel, Frank Schirrmacher, Cordt Schnibben, Alice Schwarzer und Roger Willemsen. Halem, Köln 2015, ISBN 978-3-86962-146-3.
- mit Andreas Narr (Hrsg.): Schöne digitale Welt: Analysen und Einsprüche von Richard Gutjahr, Sascha Lobo, Georg Mascolo, Miriam Meckel, Ranga Yogeshwar und Juli Zeh. Halem, Köln 2019.
- Die große Gereiztheit: Wege aus der kollektiven Erregung.[67] Hanser, München 2018, ISBN 978-3-446-25844-0.
- mit Friedemann Schulz von Thun: Die Kunst des Miteinander-Redens. Über den Dialog in Gesellschaft und Politik. Carl Hanser Verlag, München 2020, ISBN 978-3-446-26590-5.
- Digital Fever: Taming the Big Business of Disinformation. Palgrave Macmillan, London 2022.
- Die redaktionelle Gesellschaft: Wege zur Medienmündigkeit. Zeuys Books, Neuhofen/Ybbs 2024.
- Zuhören. Die Kunst, sich der Welt zu öffnen. Hanser, München 2025, ISBN 978-3-446-28138-7.

## Hörbücher
- mit Friedemann Schulz von Thun: Die Kunst des Miteinander-Redens. Über den Dialog in Gesellschaft und Politik. Gesprochen von Volker Hanisch und Bernd Stephan. JUMBO Neue Medien & Verlag GmbH, Hamburg 2020.
- Die große Gereiztheit: Wege aus der kollektiven Erregung.[67] Autorenlesung. JUMBO Neue Medien & Verlag GmbH, Hamburg 2020.
- Zuhören. Die Kunst, sich der Welt zu öffnen. Gesprochen von Mathias Grimm. John von RBmedia, München 2025.